# Liste der Naturdenkmale in Waldshut-Tiengen
| Naturdenkmale | Anzahl |
| ------------- | ------ |
| FND           | 3      |
| END           | 9      |
| Gesamt        | 12     |

Die Liste der Naturdenkmale in Waldshut-Tiengen nennt die verordneten Naturdenkmale (ND) der im baden-württembergischen Landkreis Waldshut liegenden Stadt Waldshut-Tiengen. In Waldshut-Tiengen gibt es insgesamt zwölf als Naturdenkmal geschützte Objekte, davon drei flächenhafte Naturdenkmale (FND) und neun Einzelgebilde-Naturdenkmale (END).
Stand: 1. November 2016.

## Flächenhafte Naturdenkmale (FND)
| Name                     | Bild | Kennung     | Einzelheiten     | Position | Fläche Hektar | Datum         |
| ------------------------ | ---- | ----------- | ---------------- | -------- | ------------- | ------------- |
| Der Galgenbuck           | BW   | 83371260008 | Waldshut-Tiengen | ⊙        | 1,2           | 13. Okt. 1949 |
| Der Kalte Bach           | BW   | 83371260007 | Waldshut-Tiengen | ⊙        | 0,6           | 13. Okt. 1949 |
| Langholz                 | BW   | 83371260022 | Waldshut-Tiengen | ⊙        | 2,9           | 26. Mai 1988  |
| Legende für Naturdenkmal |      |             |                  |          |               |               |

## Einzelgebilde (END)
| Name                           | Bild | Kennung     | Einzelheiten     | Position | Fläche Hektar | Datum         |
| ------------------------------ | ---- | ----------- | ---------------- | -------- | ------------- | ------------- |
| Alte Rotbuche                  |      | 83371260013 | Waldshut-Tiengen | ???      | 0,0           | 8. Aug. 1969  |
| Baumgruppe (3 Rotbuchen)       |      | 83371260014 | Waldshut-Tiengen | ???      | 0,0           | 27. Okt. 1950 |
| Baumgruppe                     |      | 83371260018 | Waldshut-Tiengen | ???      | 0,0           | 27. Okt. 1950 |
| Bergahorn bei der Schloßtreppe |      | 83371260006 | Waldshut-Tiengen | ???      | 0,0           | 13. Okt. 1949 |
| Doppelkiefer                   |      | 83371260020 | Waldshut-Tiengen | ???      | 0,0           | 13. Okt. 1949 |
| Eibengruppe mit etwa 200 Eiben |      | 83371260011 | Waldshut-Tiengen | ???      | 0,0           | 13. Okt. 1949 |
| Einzelne Eiche                 |      | 83371260015 | Waldshut-Tiengen | ???      | 0,0           | 27. Okt. 1950 |
| Lindengruppe                   |      | 83371260001 | Waldshut-Tiengen | ???      | 0,0           | 27. Okt. 1950 |
| Silberlinde                    |      | 83371260009 | Waldshut-Tiengen | ???      | 0,0           | 13. Okt. 1949 |
| Legende für Naturdenkmal       |      |             |                  |          |               |               |